# CYP11A1
20,22-десмолаза или «Фермент, расщепляющий боковую цепь холестерина», P450scc (scc: англ. side chain cleavage) - фермент человека, принадлежащий к суперсемейству цитохромов P450 и кодируемый геном CYP11A1 (англ. cytochrome P450, family 11, subfamily A, polypeptide 1), расположенным на 15-й хромосоме. 

## Функции
P450scc осуществляет первую ступень стероидогенеза, преобразование холестерина в прегненолон. Преобразование происходит в три этапа, каждый из которых катализируется P450scc: 20-гидроксилирование, 22-гидроксилирование, и разрыв связи между углеродами 20 и 22 (связь C20-C22; см. схему нумерации). Каждый из этапов происходит с участием двух кофакторов: адренодоксинредуктазы и адренодоксина. 

## Значение в медицине
Описан ряд мутаций гена CYP11A1, ведущих к врождённой недостаточности коры надпочечников, проявляющейся по-разному в зависимости от выраженности сбоя в цепочке стероидогенеза. 
Описан один случай редкой не-унаследованной мутации, приведшей к липоидной гиперплазии надпочечников.